# Куомо, Марио
Марио Мэттью Куомо (англ. Mario Matthew Cuomo; 15 июня 1932, Джамейка, Нью-Йорк — 1 января 2015, Манхэттен, Нью-Йорк) — губернатор штата Нью-Йорк с 1983 по 1994 год. Избирался на пост губернатора три раза.

## Политическая карьера
В 1977 году выдвигался на пост мэра Нью-Йорка от Либеральной партии. Проиграл кандидату от демпартии.
Был известен своими либеральными взглядами и речами, включая его знаменитое выступление на съезде Демократической партии 1984 года с критикой политики Рейгана. В президентских кампаниях 1988 и 1992 годов он считался одним из наиболее реальных претендентов на пост президента США от Демократической партии, однако в выборах участия не принимал.

## Смерть
Скончался 1 января 2015 года от проблем с сердцем у себя дома на Манхэттене.

## Семья
Пять детей: два сына и три дочери.
Старший сын — Эндрю Куомо, также три раза переизбирался губернатором штата Нью-Йорк (в 2010, 2014 и 2018 годах).
Младший сын — Крис Куомо, телеведущий на канале CNN.